# The Dark (película del 2005)
The Dark (titulada La Oscuridad en español) es una  película británica de terror sobrenatural del año 2005, dirigida por John Fawcett y protagonizada por Maria Bello, Sean Bean y Abigail Stone en los papeles principales. El guion, escrito por Stephen Massicotte, está basado en la novela ‘’Sheep’’ de Simon Maginn. 
El argumento gira en torno a una madre dispuesta a sacrificarlo todo con tal de volver a ver a su hija con vida.

## Argumento
En un último intento por reconstruir a su familia, la neoyorquina Adèlle (Maria Bello) viaja con su hija pre-adolescente Sarah (Sophie Stuckey), para pasar unos días junto a su ex marido James (Sean Bean), que vive en una antigua casa en los acantilados de la costa de Gales. Unos días después, Sarah va la playa y es trágicamente arrastrada por las oscuras aguas del océano a pesar de los desesperados intentos de su madre por salvarla. Mientras James dirige la búsqueda del cuerpo de Sarah, Adèlle, atormentada porque no puede aceptar que su hija esté muerta, empieza a sufrir alucinaciones y a escuchar una voz que le pide ayuda. Al lado de un acantilado, ve un extraño monumento con una placa con el nombre "Annwyn" (en galés significa “para la otra vida”) marcada en ella. Dafydd (Maurice Roëves), un lugareño, le explica que, según la mitología galesa, Annwyn es una especie de más allá, por lo que Adèlle se convence de que Sarah está tratando de comunicarse con ella desde este siniestro universo paralelo. Entonces otra chica de aspecto similar a su hija, llamada Ebrill (Abigail Stone) ("Ebrill" es galés para "Abril"), aparece en la cama de Sarah. Ebrill, supuestamente, es la hija muerta hace más de sesenta años atrás de un pastor local, quien la lanzó al océano para enviarla al Annwyn. Luego convenció a sus seguidores a lanzarse al océano, afirmando que ese era el camino al Paraíso, pero lo que en realidad el pastor quería era que este sacrificio le devolviera a su hija del Annwyn. Ebrill regresó, pero algo vino con ella.
Adèlle está segura de que con la ayuda de Ebrill puede traer a su hija Sarah de vuelta porque la leyenda dicta que los que se han ido pueden volver del Annwyn si se hace un sacrificio: uno de los vivos por uno de los muertos. Pero todo lo que James puede ver en su esposa es a una mujer en los abismos de la desesperación y el mismo umbral de la locura. Para él, Ebrill es una niña fugada, nada más. Sin embargo, cuando Daffyd reconoce a Ebrill de su infancia, llena de recuerdos oscuros de un culto pagano rural, Adèlle  sabe que sus sospechas son ciertas. Pero las intenciones de Ebrill al regresar al mundo de los vivos no están del todo claras.
Adèlle después se da cuenta de que su hija Sarah es la reencarnación de Ebrill. En un intento por rescatar a su hija del Annwyn, Adèlle se lanza junto a Ebrill sobre los acantilados, a pesar de las protestas de James, y las envía a ambas al Annwyn. Ya en el Annwyn, se revela que Sarah intentó suicidarse tras una discusión con su madre, lo que las llevó a viajar al País de Gales. Adèlle pide una segunda oportunidad con su hija, pero Ebrill le informa que los muertos no reciben una segunda oportunidad. Ebrill y su padre realizan una trepanación a Adèlle, para sacar el mal dentro de ella. Adèlle finalmente escapa de sus ataduras y se apresura a encontrar a Sarah, que está detrás de una puerta. Adèlle encuentra una llave y con lágrimas en los ojos se disculpa por ser tan egoísta. Al abrir la puerta, Adèlle rescata a Sarah del Annwyn, sin embargo, al hacerlo, Adèlle se sacrificó, sólo para darse cuenta demasiado tarde de que la Sarah que ella trajo de vuelta se vio empañada por el mismo mal que había contaminado a Ebrill todos esos años.

## Reparto

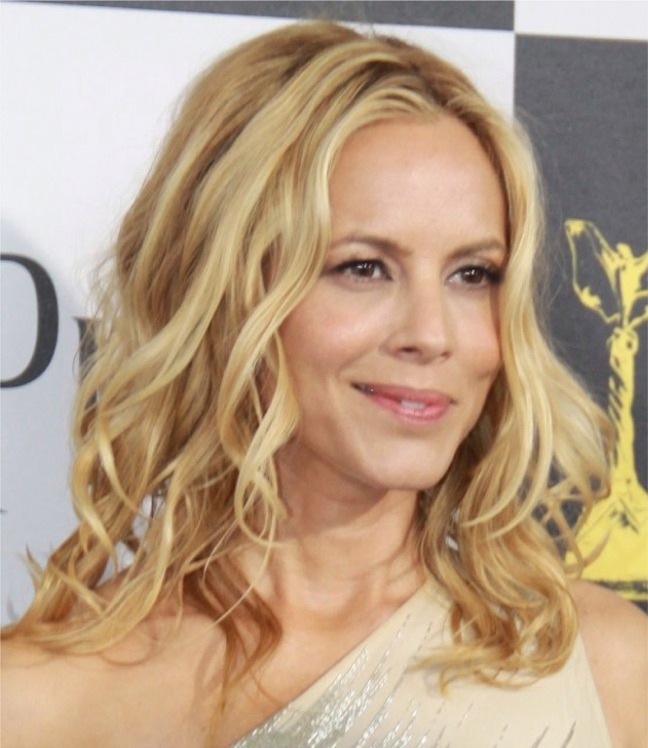
Maria Bello como Adèlle.

- Sophie Stuckey como Sarah.
- Abigail Stone como Ebrill.
- Richard Elfyn como Rowan.
- Maurice Roëves como Dafydd.
- Caspar Harvey como Dafydd joven.